# غريسي سينغ
غريسي سينغ (بالبنغالية: গ্রেসি সিং)‏ مواليد 20 يوليو 1980 في نيودلهي، الهند، هي ممثلة هندية بدأت مسيرتها الفنية عام 1999.

## روابط خارجية
- غريسي سينغ على موقع IMDb (الإنجليزية)
- غريسي سينغ على موقع روتن توميتوز (الإنجليزية)
- غريسي سينغ على موقع ألو سيني (الفرنسية)
- غريسي سينغ على موقع أول موفي (الإنجليزية)
- غريسي سينغ على موقع قاعدة بيانات الأفلام السويدية (السويدية)
- غريسي سينغ على موقع قاعدة بيانات الفيلم (الإنجليزية)
- غريسي سينغ على موقع كينوبويسك (الروسية)